# Federazione cestistica di Cuba
La Federazione cestistica di Cuba è l'ente che controlla e organizza la pallacanestro in Cuba.
La federazione controlla inoltre la nazionale di pallacanestro di Cuba. Ha sede all'Avana e l'attuale presidente è Ruperto Herrera.
È affiliata alla FIBA dal 1937 e organizza il campionato di pallacanestro di Cuba.